# Loudon (plaats)
Loudon is een plaats (town) in de Amerikaanse staat Tennessee, en valt bestuurlijk gezien onder Loudon County.

## Demografie
Bij de volkstelling in 2000 werd het aantal inwoners vastgesteld op 4476.
In 2006 is het aantal inwoners door het United States Census Bureau geschat op 4872, een stijging van 396 (8.8%).

## Geografie
Volgens het United States Census Bureau beslaat de plaats een oppervlakte van
24,9 km², waarvan 24,1 km² land en 0,8 km² water. Loudon ligt op ongeveer 264 m boven zeeniveau.

## Plaatsen in de nabije omgeving
De onderstaande figuur toont nabijgelegen plaatsen in een straal van 20 km rond Loudon.